# Cratere Mersenius

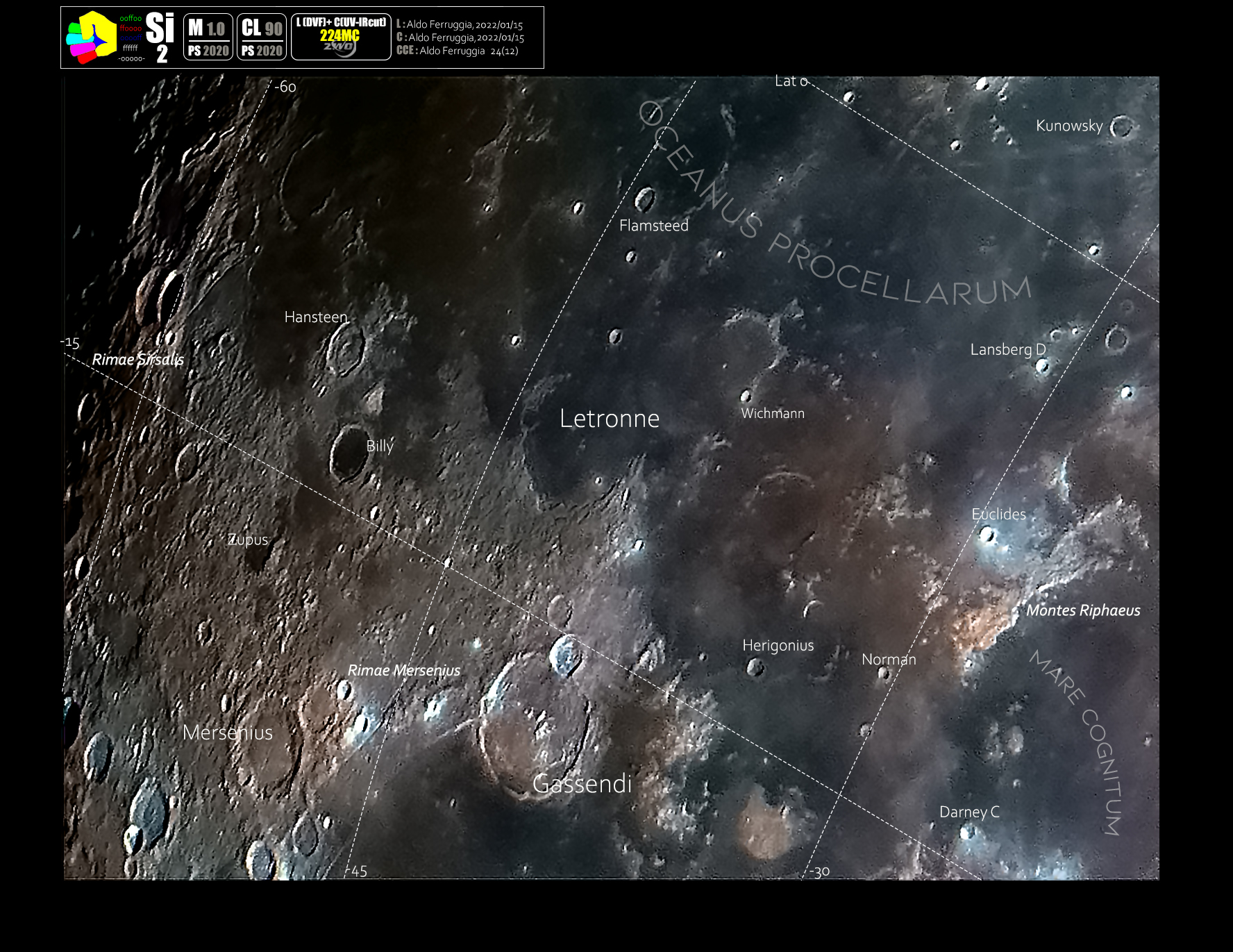
Il cratere(in basso a sinistra) in un'Immagine Selenocrocatica (Si)

Mersenius è un cratere lunare di 84,46 km situato nella parte sud-occidentale della faccia visibile della Luna.